# サミュエル・メリル・ウッドブリッジ
サミュエル・メリル・ウッドブリッジ（英: Samuel Merrill Woodbridge、1819年4月5日 - 1905年6月23日）は、アメリカ合衆国の聖職者、神学者、著作家、大学教授である。ニューヨーク大学とニューブラウンズウィック神学校を卒業し、アメリカ改革教会の牧師として16年間説教を続けた。ニュージャージー州ニューブランズウィックに入った後、ニューブランズウィック神学校の教授として44年間教会史と教会政治形態を教え、7年間はニューブランズウィックにあるラトガース・カレッジ（現在のニュージャージー州立ラトガース大学）の教授として、「形而上学と人間心理の哲学」を教えた。その後は1883年から1901年までニューブランズウィック神学校を学部長および学長として率いた。キリスト教信仰、神学、教会史および教会政治形態の様々な面に関する3冊の著作を著し、説教や演説を出版した。

## 伝記

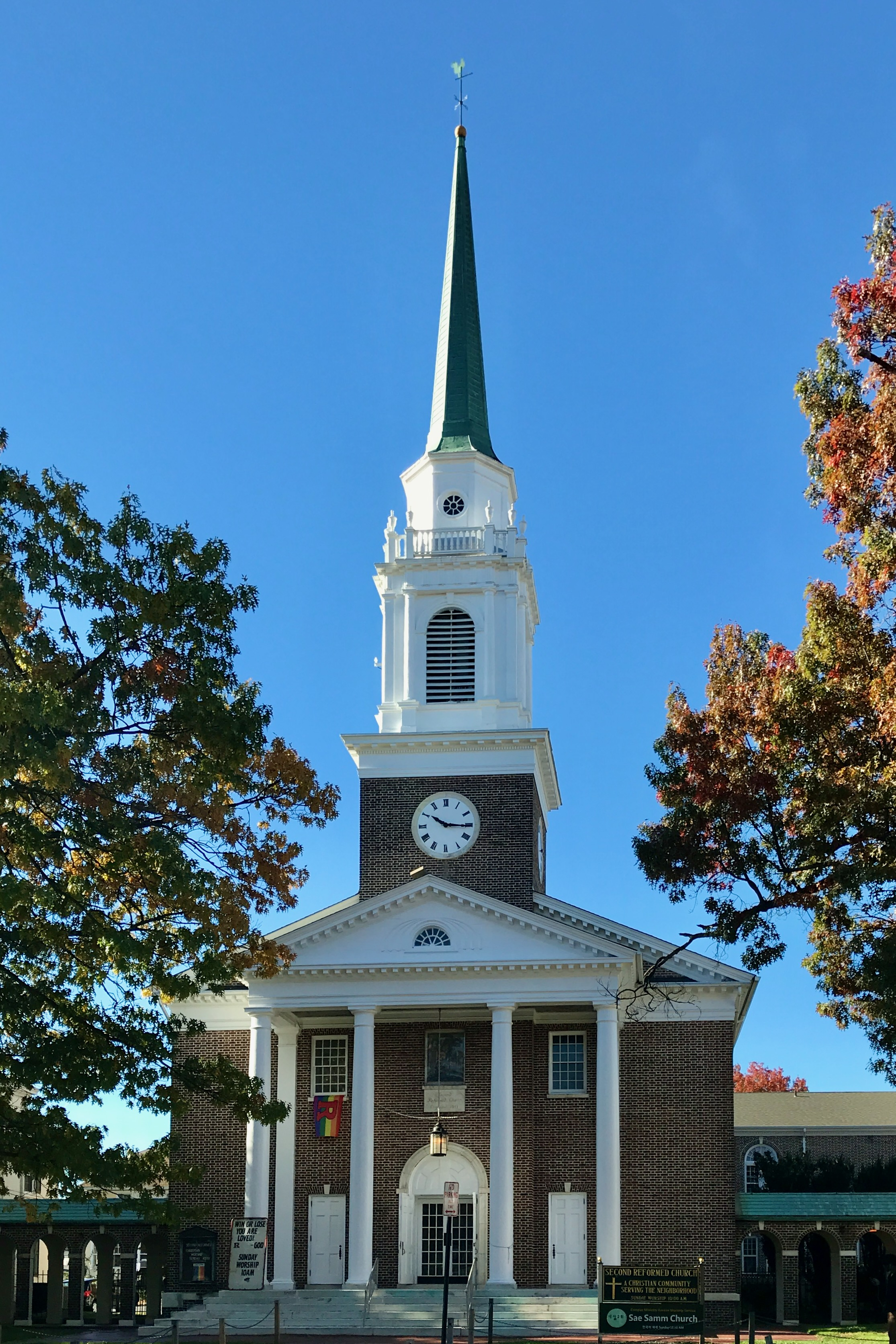
1852年から1857年の5年間、ニュージャージー州ニューブランズウィックの第二改革派教会で務めた

ウッドブリッジは1819年4月5日に、マサチューセッツ州グリーンフィールドで生まれた。父はシルベスター・ウッドブリッジ牧師（神学博士、1790年-1863年）、母はエリザベス・グールド（1851年死亡）であり、6人兄弟の3番目だった:p.140。「マンシーのマガジン」が1907年に発行した系図に拠れば、15世紀後半にまで遡り11代続いた牧師一家だった。先祖を辿ると、最初の牧師は1493年に生まれたジョン・ウッドブリッジであり、ジョン・ウィクリフの弟子だった。
ウッドブリッジはニューヨーク大学に入学し、1838年に学士号を受けた。学部生のときに、秘密主義で男性ばかりのユークレアン協会の会員となり、ファイ・ベータ・カッパに選ばれた。1841年にはニューブランズウィック神学校から修士号を受け、地域内の教会を監督する政体である改革派教会ニューヨーク・クラシスによっ牧師に任命された:p.4。この時点で卒業校であるニューヨーク大学の学位も修士に昇格された。神学校を卒業した後、1841年から1850年は南改革派オランダ教会、現在のサウスブルックリンにあるベイリッジ・ユナイテッド教会で牧師を務めた。さらにコックサッキーの第二改革派教会（1849年-1852年）、ニューブランズウィックの第二改革派教会（1852年-1857年）で務めた。
1857年12月、ニューブランズウィックにある2つの学校の教員に指名された。ニューブランズウィック神学校（1857年-1901年）では44年間教会史と教会政治形態の教授となり、ラトガース・カレッジでは7年間（1857年-1864年）「形而上学と人間心理の哲学」を教えた:pp.40,397。その後2つの学校ともプロテスタントのオランダ改革派教会の傘下に入った。1857年9月8日にジョン・ルドロー牧師（神学博士、1793年-1857年）が死んだことで空いた2校の教授の椅子に、教会会議で指名された:p.128。この神学校の任にあった時代に、牧会学、教授学、論争神学の分野でも授業を行っており、これらは教授が居ないことが多い分野だった:pp.414–415。
1883年、教会の総合会議で、教授会で合意される規定に従い、ニューブランズウィックの神学校で任務にある最年長の教授を神学部長とすること、その人に学校の規律を委託することを決めた:p.134。ウッドブリッジは神学校の初代学部長として学校を率い、その後は学長となって1901年に引退するまで務めた。どちらの地位も現在の神学校学長の前身である。この間にユニオン・カレッジから1858年に神学博士を、ラトガース・カレッジから1841年に神学博士、1883年に法学博士の名誉学位を受けた:pp.339,346,362。ウッドブリッジは82歳の1902年に名誉教授として退官した。
ウッドブリッジは2度結婚した。最初は1845年2月にキャロライン・バーゲン（1861年死亡）と結婚し、1844年にキャロライン・ウッドブリッジという娘が生まれた。1866年12月20日にアンナ・ウィテカー・デイトン（1823年-1920年）と再婚し、アンナ・デイトン・ウッドブリッジ（1869年生）とメアリー・エリザベス・ウッドブリッジ（1872年生）という2人の娘が生まれた:p.192。
ウッドブリッジは1905年6月23日、86歳で、ニューブランズウィックで死んだ。市のエルムウッド墓地に埋葬された。教会史家のチャールズ・エドワード・コーウィンは、ウッドブリッジが強い個性を持って「つまらない話に命を与えて輝くようにした」と述べ、さらに「信仰心に篤かったが、その愛する心は彼が危険だと考える者にも優しくあたった」と付け加えた。

## 作品

### 著作
- 1872年: 体系的神学の解析（第1版）[13]
- 1883年: 体系的神学の解析（第2版）[14]
- 1895年: 教会史のマニュアル[15]
- 1896年: 教会政体の概要[16][注釈 3]

### 説教と演説
ウッドブリッジが公の場で行った様々な説教、演説、講演が、新聞や定期刊行物、著作の演説集、さらにパンフレットの形で出版された。以下はその一部である。
- 1853年: "我々政府の原理: 感謝の演説"[注釈 4]
- 1856年: "人間政府に関する説教"、ニューブランズウィック・フェロドニアンに掲載[注釈 5]
- 1857年: "教会史教授の就任演説"[注釈 6]
- 1857年: "家族について"、クリスチャン・インテリジェンサーに掲載[17]
- 1865年: "聖書の力"、全国の説教師と村の説教檀に掲載[18]
- 1867年: "演説"、リチャード・ホロウェイ・スティールの第一オランダ改革派教会150周年の祝いに行われた歴史的演説[19]
- 1869年: "演説" included in 北オランダ教会奉納100周年の議事録、1869年5月25日に含まれる[20]
- 1871年: "オールバニ総合会議の前に出された善行に関する演説"、クリスチャン・インテリジェンサーに掲載[注釈 7]
- 1875年: 信仰: 人の人生における真の立場: ラトガース・カレッジ礼拝堂で1874年11月22日に行った演説[21]
- 1885年: "歴史的神学: 1つの演説"、デイビッド・デマレストの アメリカ改革派教会、元プロテスタント・オランダ改革派教会の神学校100周年、1784年-1884年に含む[9]:pp.21–44
- 1894年: "キャンベル博士の特性"、故ラトガース・カレッジ学長ウィリアム・ヘンリー・キャンベル牧師、神学博士、法学博士の記念にに含む[22]
- 1897年: "ウッドブリッジ教授による演説"、S・M・ウッドブリッジ牧師、神学博士、法学博士のニューブランズウィック・アメリカオランダ改革派教会神学校における教授就任40周年、1857年-1897年に含む[5]:pp.23–38

## 原註
1. ↑  Raven's Catalogue refers to his appointment as "Professor of Mental Philosophy."[7]:p.40
2. ↑  Rutgers would later become a nonsectarian public university in 1945.[8]
3. ↑  Corwin's Manual gives the title Text-Book of Church Government.[3] Other sources list it as Manual of Church Government.[1] No other details available on this work.
4. ↑  This work is mentioned in an enumeration of Woodbridge's writings listed in Corwin's Manual.[3] No other details available on this work.
5. ↑  This work is mentioned as published in the New Brunswick Fredonian (likely the New-Brunswick Daily Fredonian) according to an enumeration of Woodbridge's writings listed in Corwin's Manual.[3] No other details available on this work.
6. ↑  This work is mentioned in an enumeration of Woodbridge's writings listed in Corwin's Manual.[3] No other details available on this work.
7. ↑  This work is described as being printed in the June 1871 issue of The Christian Intelligencer of the Reformed Dutch Church according to an enumeration of Woodbridge's work listed in Corwin's Manual.[3] No other details available on this work.